# Сульпиции

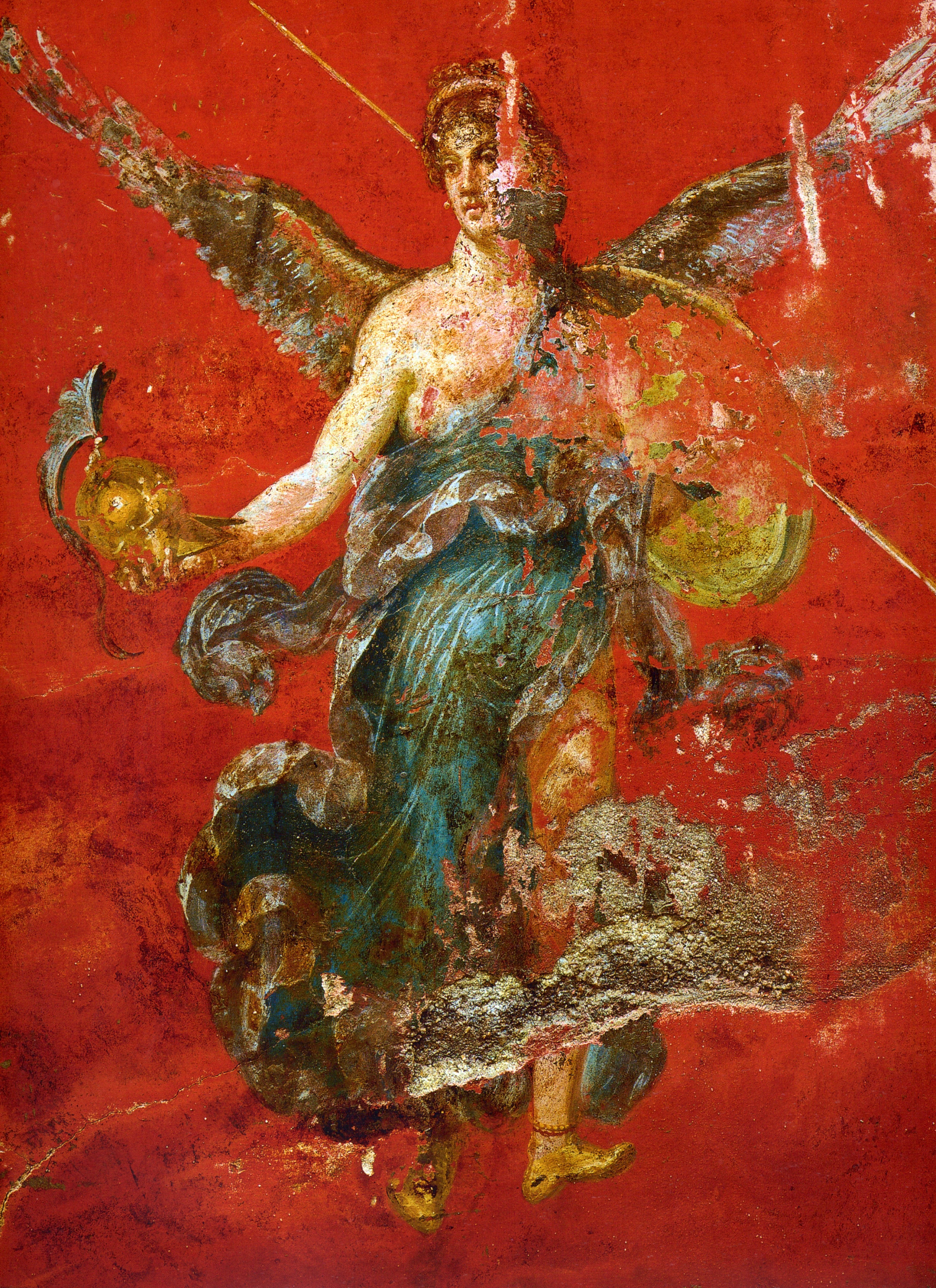
Фреска в термах Сульпиция в г. Помпеи. Археологический музей Неаполя

Сульпи́ции — патрицианский род Древнего Рима. Известный и влиятельный аристократический род республиканского и императорского Рима. Был союзником рода Клавдиев, входил в их политические группы. Представители Сульпициев занимали должности: императора — 1 раз, диктатора — 3 раза, консул — 23 раза, цензора — 4 раза, децемвиры — 1 раз .
В роду Сульпициев носили следующие когномены: Камерины, Руфы, Гальбы, Галлы, Претекстаты, Петики, Лонги, Патеркулы, Саверрионы.

## Сульпиции Камерины
- Сервий Сульпиций Камерин Корнут (консул 500 года до н. э.) — консул в 500 году до н. э.
- Квинт Сульпиций Камерин Корнут — консул в 490 году до н. э.
- Сервий Сульпиций Камерин Корнут (консул 461 года до н. э.) — консул в 461 году до н. э.
- Квинт Сульпиций Камерин Корнут — военный трибун с консульской властью в 402 и 398 годах до н. э.
- Сервий Сульпиций Камерин — консул-суффект в 393 году до н. э. и военный трибун с консульской властью в 391 году до н. э.
- Гай Сульпиций Камерин Корнут — возможный военный трибун с консульской властью в 382 году до н. э. и цензор в 380 году до н. э.
- Сервий Сульпиций Камерин Руф — консул в 345 году до н. э.
- Квинт Сульпиций Камерин — консул в 9 году н. э.
- Квинт Сульпиций Камерин — консул-суффект в 46 году н. э., умер при императоре Нероне

## Сульпиции Претекстаты
- Квинт Сульпиций Камерин Претекстат — возможный военный трибун с консульской властью в 434 году до н. э.
- Сервий Сульпиций Претекстат — военный трибун с консульской властью в 377, 376, 370 и 368 гг. до н. э.
- Сульпиция Претекстата — жена Марка Лициния Красса Фруги в I веке н. э.

## Сульпиции Петики
- Гай Сульпиций Петик — консул в 364, 361, 355, 351 гг. до н. э., и диктатор в 358 году до н. э.

## Сульпиции Лонги
- Квинт Сульпиций Лонг — военный трибун с консульской властью в 390 году до н. э.
- Гай Сульпиций Лонг — консул в 337, 323 и 314 гг. до н. э. и диктатор в 312 году до н. э.

## Сульпиции Руфы
- Сервий Сульпиций Руф — военный трибун с консульской властью в 388, 384 и 383 гг. до н. э.;
- Публий Сульпиций Руф — народный трибун Римской республики в 88 до н. э.;
- Публий Сульпиций Руф — сын предыдущего. Претор около 48 и цензор в 42 годах до н. э.;
- Сервий Сульпиций Руф — консул 51 до н. э. Крупный римский юрист и друг Цицерона;
- Сервий Сульпиций Руф — сын предыдущего, поэт;
- Сульпиция — сестра предыдущего, поэтесса;
- Сервий Сульпиций Руф — прокуратор игр при императоре Клавдии.

## Сульпиции Саверрионы
- Публий Сульпиций Саверрион (консул 304 года до н. э.) — консул в 304 году до н. э.
- Публий Сульпиций Саверрион (консул 279 года до н. э.) — консул в 279 году до н. э.

## Сульпиции Галлы
- Гай Сульпиций Галл (консул 243 года до н. э.) — консул в 243 году до н. э.
- Гай Сульпиций Галл (консул 166 года до н. э.) — консул в 166 году до н. э.
- Квинт Сульпиций Галл — его сын, умер в раннем возрасте

## Сульпиции Патеркулы
- Гай Сульпиций Патеркул — консул в 258 году до н. э.
- Сервий Сульпиций Патеркул — построил храм богини Венеры

## Сульпиции Гальбы
- Публий Сульпиций Гальба Максим — консул в 211 и 200 гг. до н. э.;
- Сервий Сульпиций Гальба — курульный эдил в 208 году до н. э.;
- Гай Сульпиций Гальба — член коллегии понтификов в 201 году до н. э.;
- Сервий Сульпиций Гальба — претор в 187 году до н. э.;
- Гай Сульпиций Гальба — претор в 171 году до н. э.;
- Сервий Сульпиций Гальба — консул в 144 году до н. э.;
- Сервий Сульпиций Гальба — консул в 108 году до н. э.;
- Публий Сульпиций Гальба (ум. после 57 до н. э.), претор около 66 года до н. э. Один из судей в деле Гая Верреса в 70 г. Член понтификальной и авгурской коллегий;
- Сервий Сульпиций Гальба — претор в 54 году до н. э., друг Гая Юлия Цезаря;
- Сульпиций Гальба — римский историк в I веке до н. э.;
- Гай Сульпиций Гальба — консул-суффект в 5 году до н. э.;
- Гай Сульпиций Гальба — консул в 22 году;
- Сервий Сульпиций Гальба — римский император в 69 году.

## Сульпиции других родов
- Публий Сульпиций Квириний — консул в 12 году до н. э., легат Сирии во время предполагаемого рождения Иисуса Христа
- Публий Сульпиций Флав — римский историк в I веке н. э.
- Гай Сульпиций Аполлинарий — римский грамматик и оратор во II веке н. э.
- Сульпиций Север — христианский святой галльского происхождения